# 섀넌 브릭스

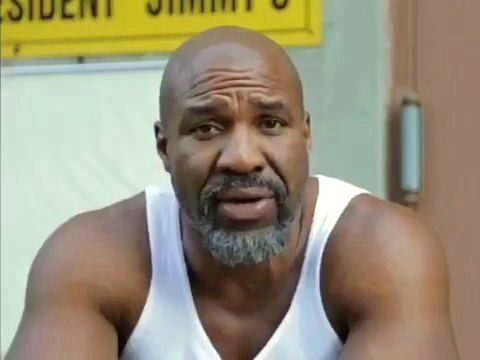

섀넌 브릭스(Shannon Briggs, 1971년 12월 14일 ~ )는 미국의 권투 선수, 배우, 킥복싱 선수, 영화배우이다.
브루클린에서 태어났다.

## 영화
- 베가스로 가는 3일 (2007년)
- 트랜스포터 2 (2005년) - 맥스 역
- 나쁜 녀석들 2 (2003년)